# José Antonio Gentico
José Antonio Gentico (* 28. November 1931 in Arnedo in der Region La Rioja, Spanien; † 5. April 2007) war Weihbischof in Buenos Aires.

## Leben
José Antonio Gentico empfing am 30. November 1968 die Priesterweihe für das Bistum Morón.
Am 21. März 2001 wurde er von Papst Johannes Paul II. zum Weihbischof im Erzbistum Buenos Aires und zum Titularbischof von Mizigi ernannt. Die Bischofsweihe spendete ihm der Erzbischof von Buenos Aires, Jorge Mario Kardinal Bergoglio, am 28. April desselben Jahres. Mitkonsekratoren waren der Bischof von Morón, Justo Oscar Laguna, der Bischof von San Martín, Raúl Omar Rossi, und die Weihbischöfe Joaquín Mariano Sucunza und Guillermo Rodríguez-Melgarejo aus Buenos Aires.